# محور هیپوتالاموس-هیپوفیز-فوق‌کلیه

تصویر شماتیک محور هیپوتالاموس-هیپوفیز-فوق‌کلیه و ارتباط با هورمون آزادکننده کورتیکوتروپین، هورمون آدرنوکورتیکوتروپیک و کورتیزول

هیپوتالاموس، غده هیپوفیز و قشر فوق‌کلیه

محور هیپوتالاموس-هیپوفیز-فوق‌کلیه (محور HPA یا محور HTPA) مجموعهٔ پیچیده‌ای از تأثیرات مستقیم و تعاملات بازخورد بین سه جزء است: هیپوتالاموس (بخشی از مغز واقع در زیر تالاموس)، غدهٔ هیپوفیز (ساختاری که در زیر هیپوتالاموس قرار دارد) و غدد فوق کلیوی (اندام‌های کوچک و مخروطی در بالای کلیه‌ها). این اندام‌ها و فعل و انفعالات آن‌ها محور هیپوتالاموس-هیپوفیز-آدرنال را تشکیل می‌دهند.
محور هیپوتالاموس-هیپوفیز-فوق‌کلیه یک سیستم عصبی-غددی اصلی است که واکنش‌ها به استرس را کنترل می‌کند و بسیاری از فرآیندهای بدن از جمله گوارش، دستگاه ایمنی، خلق و خو و احساسات، تمایلات جنسی، و ذخیره و مصرف انرژی را تنظیم می‌کند. این مکانیسم رایج برای تعامل بین غدد، هورمون‌ها و بخش‌هایی از میان‌مغز است که سندرم سازگاری عمومی (GAS) را واسطه می‌کند.
در حالی‌که هورمون‌های استروئیدی عمدتاً در مهره‌داران تولید می‌شوند، نقش فیزیولوژیکی محور HPA و کورتیکواستروئیدها در پاسخ به استرس آنقدر اساسی است که سیستم‌های مشابه را می‌توان در بی‌مهرگان و جانداران تک‌سلولی نیز یافت.
محور HPA در کنار محور هیپوتالاموس-هیپوفیز-گناد (HPG)، محور هیپوتالاموس-هیپوفیز-تیروئید (HPT) و سیستم هیپوتالاموس-نوروهیپوفیزیال، چهار سیستم عصبی-غددی اصلی هستند که هیپوتالاموس و هیپوفیز از طریق آن‌ها عملکرد عصبی-غده‌ای را هدایت می‌کنند.

## عملکرد
ترشح هورمون آزادکننده کورتیکوتروپین (CRH) از هیپوتالاموس تحت تأثیر استرس، فعالیت بدنی، بیماری، سطح کورتیزول خون و چرخهٔ خواب/بیداری (ریتم شبانه‌روزی) است. در افراد سالم، کورتیزول پس از بیدار شدن به‌سرعت افزایش می‌یابد و در عرض ۳۰ تا ۴۵ دقیقه به اوج خود می‌رسد. سپس به تدریج در طول روز کاهش می‌یابد و در اواخر بعدازظهر دوباره افزایش می‌یابد. سطح کورتیزول سپس در اواخر عصر کاهش می‌یابد و در نیمه‌شب به پایین‌ترین مقدار می‌رسد. این فرایند، مربوط به چرخهٔ فعالیت–استراحت جانداران است. یک چرخهٔ شبانه‌روزی غیرطبیعی کورتیزول با سندرم خستگی مزمن، بی‌خوابی و فرسودگی شغلی مرتبط است.
محور هیپوتالاموس-هیپوفیز-فوق‌کلیه نقشی مرکزی در تنظیم بسیاری از سیستم‌های هموستاتیک بدن از جمله سیستم متابولیک، دستگاه قلبی-عروقی، دستگاه ایمنی، سیستم تولیدمثل و دستگاه عصبی مرکزی دارد. محور هیپوتالاموس-هیپوفیز-فوق‌کلیه تأثیرات فیزیکی و روانی اجتماعی را ادغام می‌کند تا به جاندار اجازه دهد تا به‌طور مؤثر با محیط خود سازگار شود، از منابع استفاده کند و بقای خود را بهینه کند.
اتصالات تشریحی بین نواحی مغز مانند بادامه مغز، هیپوکامپ، قشر پیش‌پیشانی و هیپوتالاموس، فعال شدن محور HPA را تسهیل می‌کنند. اطلاعات حسی که به بخش جانبی بادامه مغز می‌رسد، پردازش شده و به هستهٔ مرکزی بادامه منتقل می‌شود، که سپس به چندین قسمت از مغز که در پاسخ به ترس نقش دارند، پخش می‌شود. در هیپوتالاموس، تکانه‌های سیگنال ترس هم دستگاه عصبی سمپاتیک و هم سیستم‌های تعدیل‌کنندهٔ محور HPA را فعال می‌کنند.
افزایش تولید کورتیزول در هنگام استرس منجر به افزایش در دسترس بودن گلوکز به‌منظور تسهیل پاسخ جنگ یا گریز می‌شود. کورتیزول علاوه بر افزایش مستقیم در دسترس بودن گلوکز، فرآیندهای متابولیک بسیار سخت دستگاه ایمنی را سرکوب می‌کند و در نتیجه باعث در دسترس بودن بیشتر گلوکز می‌شود.
گلوکوکورتیکوئیدها عملکردهای مهم زیادی دارند، از جمله تعدیل واکنش‌های استرسی، اما مقدار بیش از حد آن‌ها می‌توانند مضر باشند. اعتقاد بر این است که آتروفی هیپوکامپ در انسان و جانورانی که در معرض استرس شدید قرار دارند به‌دلیل قرار گرفتن طولانی‌مدت در معرض غلظت بالای گلوکوکورتیکوئیدها ایجاد می‌شود. کمبود هیپوکامپ ممکن است منابع حافظهٔ موجود را کاهش دهد تا به بدن کمک کند تا واکنش‌های مناسب به استرس را فرموله کند.

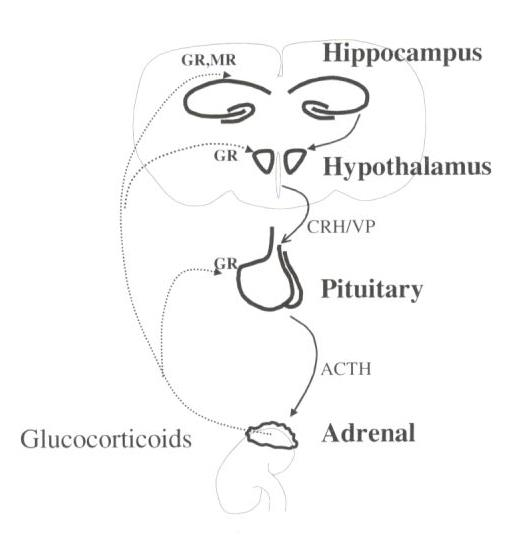
نمای کلی شماتیک محور هیپوتالاموس-هیپوفیز-فوق‌کلیه. استرس باعث فعال شدن محور HPA و در نتیجه افزایش ترشح گلوکوکورتیکوئیدها از غده فوق کلیوی می‌شود.